# Перенос енергії
Перенос енергії (рос. перенос энергии, англ. energy transfer) —
- 1. У фотохімії — фотофізичний процес, в якому збуджена частинка (донор) переводиться до нижчого стану внаслідок переходу енергії до другої частинки (акцептор), яка після того переходить у вищий енергетичний стан. Збудження може бути електронним, обертальним, коливальним чи трансляційним. Донор та акцептор можуть бути частинами однієї молекулярної частинки, в цьому випадку процес називається внутрімолекулярним переносом енергії.
- 2. У феноменологічній фотохімії — процес, в якому одна молекулярна частинка поглинає світло, а набуту енергію передає іншій, яка, перебуваючи у збудженому стані, започатковує хімічні перетворення.